# ブラウンフィールド

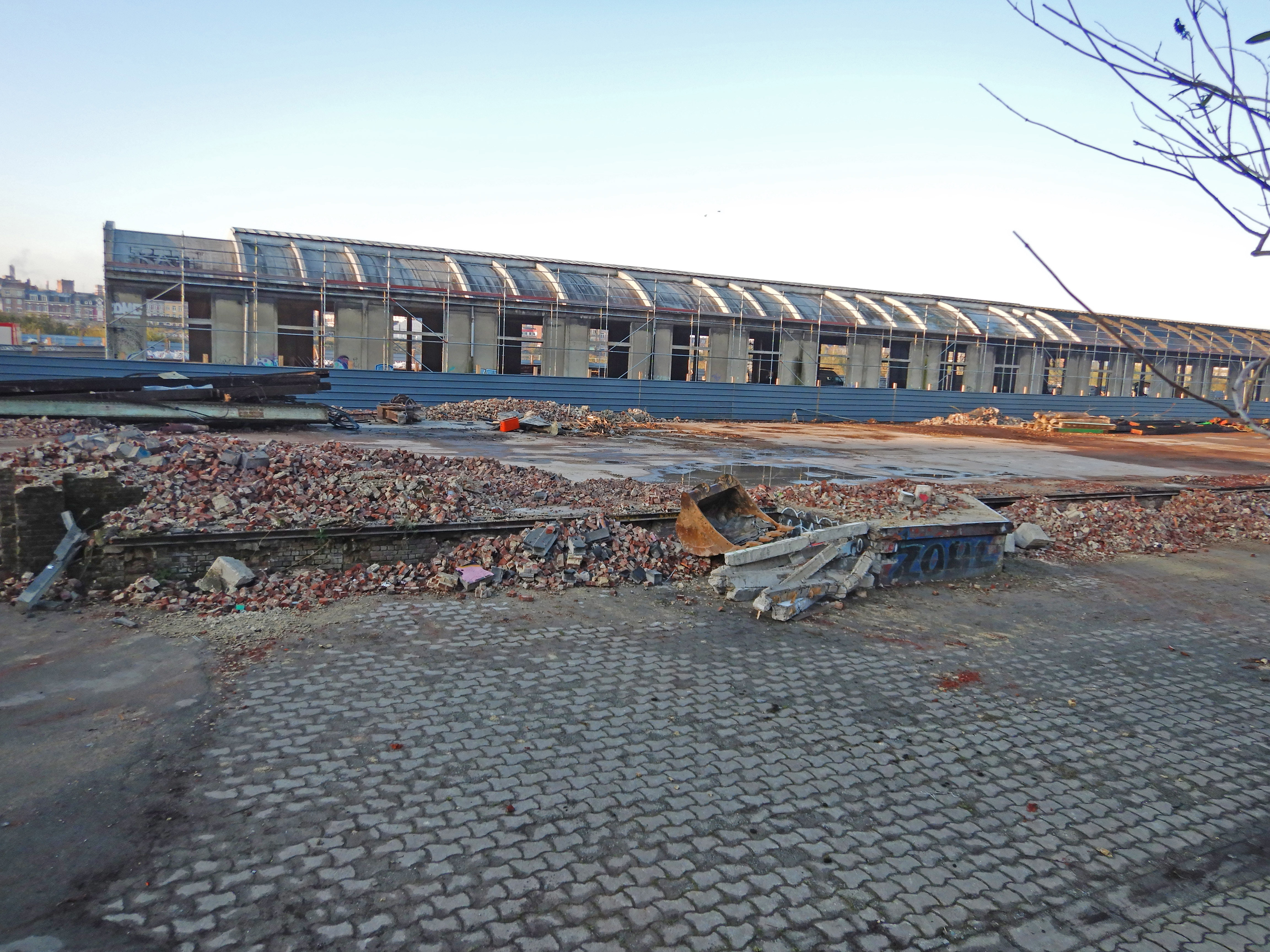
汚染されていることが予想される土地

ブラウンフィールド（英語: Brownfield land）とは、アメリカ合衆国で1970年代に作られた造語。強く社会情勢を反映する用語であるため、世界的に固定された定義はない。

## 定義

### アメリカ
1978年、ニューヨーク州ナイアガラフォールズで、運河の跡地を有害な廃棄物で埋め立てた事実を知りながら住宅地として開発した事実が発覚したラブ・キャナル事件が発生した。土壌汚染を軽視したラブ・キャナル事件は社会問題となり、1980年に汚染の浄化責任を遡及的に追求するスーパーファンド法が広い支持を受けて成立した。スーパーファンド法では重度の土壌汚染は連邦政府の管理によって浄化されることが定められたが、中程度以下の土壌汚染は責任追及はされるものの、浄化費用は国が負担しないように定められていたため、地権者や企業に再開発後に生じるかもしれない責任リスクを回避するマインドが生じ、ラストベルトを中心とした廃工場地帯の再開発が進まなくなるブラウンフィールド問題と呼ばれる都市問題が生じた。
ブラウンフィールド問題を解決するため、1980年代後半から各州がスーパーファンド法から企業を保護し、土地所有者による自主的な浄化を促すプログラムが次々と制定されていった。連邦政府も1994年以来、スーパーファンド法の枠組みの中でブラウンフィールド再生支援の施策を始め、2002年にスーパーファンド法の修正法としてブラウンフィールド再活性化法が制定された。
アメリカでは「有害物質・汚染物質・汚染が存在するまたは存在の可能性があることによって、不動産の拡大、再開発、再利用が複雑化している不動産」（2002年1月小規模事業者の責任免除とブラウンフィールド再活性化法（通称ブラウンフィールド修正法））と定義されている。具体的には、土地に汚染がある（土壌汚染、地下水汚染など）ことで、その土地の開発が進まず遊休地となっている土地をいう。この法令以前は「実際に環境汚染がある、またはあることが認識されるために、不動産の拡大や再開発が複雑化している、放置または適切に活用されていない産業用および商業用の施設など」とされており、住宅地などは除外されていた。

### 香港
香港では2010年代までブラウンフィールドについての議論がなかったため、それまで明確な定義もなかったが、2012年に発表された公共専業連盟の研究では新界の郊外地のうち、コンテナヤード、駐車場、廃品回収置き場などに転用されたことにより汚染された土地をブラウンフィールドとして定義、香港島などの市街地は含まないとした。香港ではそれ以降の研究の大半が公共専業連盟による定義を使用した。香港政府は2007年には新界の屋外倉庫や工場と定義したが、2011年には工場地域と都市再開発が必要な市街地と定め、さらに2015年には行政長官の梁振英が啓徳空港の跡地がブラウンフィールドの一種であると発言するなどと二転三転した。

### 日本
日本国内における定義としては、汚染により開発の進まない土地に対して、アメリカと同義の定義として本用語が使われるようであるが、必ずしも決まった見解・定義はない。なお日本の土壌汚染対策法は、その土地内の地下水汚染を含まない土壌（土地のうち、地下水よりも深度として上位の土壌層）を対象とし、また同法の特定施設が対象であり、さらに汚染物質も特定の物質のみが対象であり、さらにまた土壌環境基準値を超過することが対象であるが、本用語はこれらに限定されるものではない。
なお2007年に公表された環境省の「土壌汚染をめぐるブラウンフィールド対策手法検討調査検討会」による報告書によれば、ブラウンフィールドの定義として「土壌汚染の存在、あるいはその懸念から、本来、その土地が有する潜在的な価値よりも著しく低い用途あるいは未利用となった土地」のことを言うとしている。しかしいくつかの仮定条件があるため、この定義はこの報告書にのみ限定されており、一般化されている定義ではない。

## 日本におけるブラウンフィールドの潜在的規模
日本におけるブラウンフィールドについては、2007年の環境省の報告書によると、いくつかの仮定の下に、以下の規模が推定されている。
ブラウンフィールド
- 土壌汚染対策費が多額となるため土地売却が困難と考えられる土地
- 10.8兆円
- 2.8万ha

土壌汚染が存在する土地
- 実際に、土壌汚染が発生している可能性が高い土地
- 43.1兆円
- 11.3万ha

土壌汚染の可能性のある土地
- 土地の用途から見て、土壌汚染が発生している可能性がある土地
- 94.0兆円
- 27.2万ha

## ブラウンフィールド問題
ブラウンフィールドが開発されないことによる、いわゆる土地の塩漬けが発生していることを、ブラウンフィールド問題という。

### 問題の概要
直接的には以下の問題があると考えられている。
1. 土地の高度利用がなされない
2. 汚染された土地の浄化が進まないため、汚染物質が放置される（特に人口密度の高い都市部にその傾向が強く現れる）
3. 浄化にかける費用よりも、汚染していない土地（グリーンフィールドと言われる）の開発費用が安くなる場合、特に都市近郊の郊外地域の開発が進み、結果として自然破壊が進むことになる

日本国内では、経済的背景と土壌汚染対策法に不十分な点があることにより、この問題が発生しているとされ、議論が様々行われている。しかしどれだけの遊休地が、汚染を理由に開発されずにいるかについて、実数の把握はなされてはいない。

### 問題発生の背景
問題が発生する背景として議論されている内容は以下の通りである。
1. 浄化対策費用が、汚染していない場合の土地の価格よりも上回る場合がある。
  - このケースが最も多いと考えられている。
2. 浄化費用が捻出できない場合がある。
  - 以前は有害物質でなかったため無対策で使用していたが、それが有害物質へと指定が変更となったため取り扱い等に関しては対策を行った。しかしながら地中にはそれら残骸が残っていた。これを対策しようにも、特に中小企業の場合、対策費用が事業規模と比較して甚大なものとなり、結果的に放置せざるを得なくなる。
3. 汚染浄化目標（または許容値）を、その土地の利用目的に応じて変えることができない。
  - 現在は、どのように土地を再利用する予定であっても、土壌環境基準値が浄化目標（ゼロリスクベース）となっている。土地の利用目的によっては、利用に基づくリスク評価のもと、利用目的ごとの浄化目標（または許容）値を設定することにより、対策費用を低下させ、土地の利用を進めたいとする考え方。ゼロリスクのために対策の費用対効果が高額となり、経済的メリットが享受できず放置現象が発生すると考えられている。
  - 一方このように土地の用途別に目標を設定するという考え方には、反論もある。土地に用途別浄化基準を設定することは、将来にわたって土地の利用形態が固定されることを意味する。また土壌環境機能について、それが土地の私的財産に含まれるとはいえ、現在の土地利用者の考える利用法に限定し、その時のリスク評価に基づく基準に当てはめる（リスクは社会情勢で変化する）ことで、対策方法によっては土壌環境機能を二度と享受できなくしてしまうことが、土地資源として適切なのかという考え方である。
4. 土壌汚染対策法では、汚染された土地であっても、浄化せずに、そのまま監視していれば良い場合があるため、無理して費用をかけずにそのまま置いておくことができる。
5. 土壌汚染対策法に定められた調査を実施したとしても、必ずしも汚染が発見できるとは限らない。これは「汚染がない」ことを証明する調査ではなく、「対策の必要性および対策方法を決めるための調査」のみを定めていることによる。当然ながら、後に汚染が発覚した場合、同法に定める調査の実施を理由に責任を免れることはできない。
  - 同法の調査だけを実施したとしても、公害防止実施の抗弁の原則である「調査当時の科学的水準と照らし合わせて、最適な調査を実施した」と言うことができない。これは土地に対する汚染評価として調査内容が不十分なためである。すなわち負の外部性（外部不経済）の評価・費用算定ができないことを意味する。結果的に、調査方法が定まっていないことによる不安要因（開発リスク）により、放置現象が発生すると考えられる。
  - 定められた調査方法に「抜け道」が多いため、調査会社によって調査結果が異なることがある。よって上記と同様に、調査をしているにもかかわらず、外部不経済の評価が評価者によって極端に異なる。
  - 土壌は不均一に分布しているため、調査方法を一律に定めることはかなり難しい。法令に定めているようなどのような土壌に対しても均一で行われる調査方法では、土壌汚染の評価は、元々できるものではない。よって、調査方法を根本から変えない限り、この問題を解決することができないとする考え方もある。

### 問題解決に向けて
2006年に国土交通省から発行された土地白書には外国のブラウンフィールド問題解決の成功事例が記載されている。米国では定期的にブラウンフィールド会議が開催されており、直近では2006年11月にボストンで開催された。
日本ではブラウンフィールドの研究は途についたばかりである。環境省は平成17年度よりブラウンフィールド対策手法検討会を開催しているほか、経産省では「土壌汚染を巡る課題と対応の在り方」検討会にて土地取引のしくみとしての課題を討議している。一方、東京都では土壌汚染に係る総合支援対策検討委員会で、中小規模のめっきやクリーニング事業者に起因する塩漬け土地の問題を提起している。